# Kamertje verhuren (puzzel)

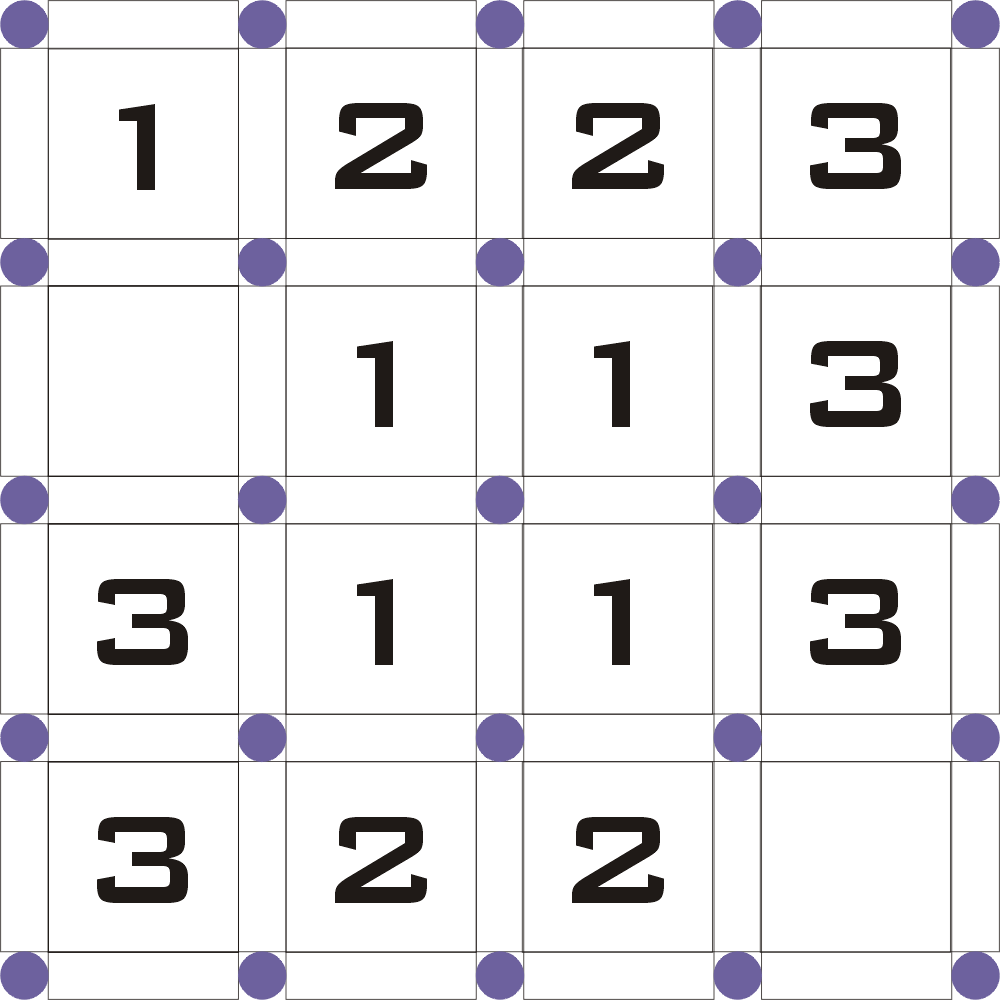
Voorbeeldpuzzel

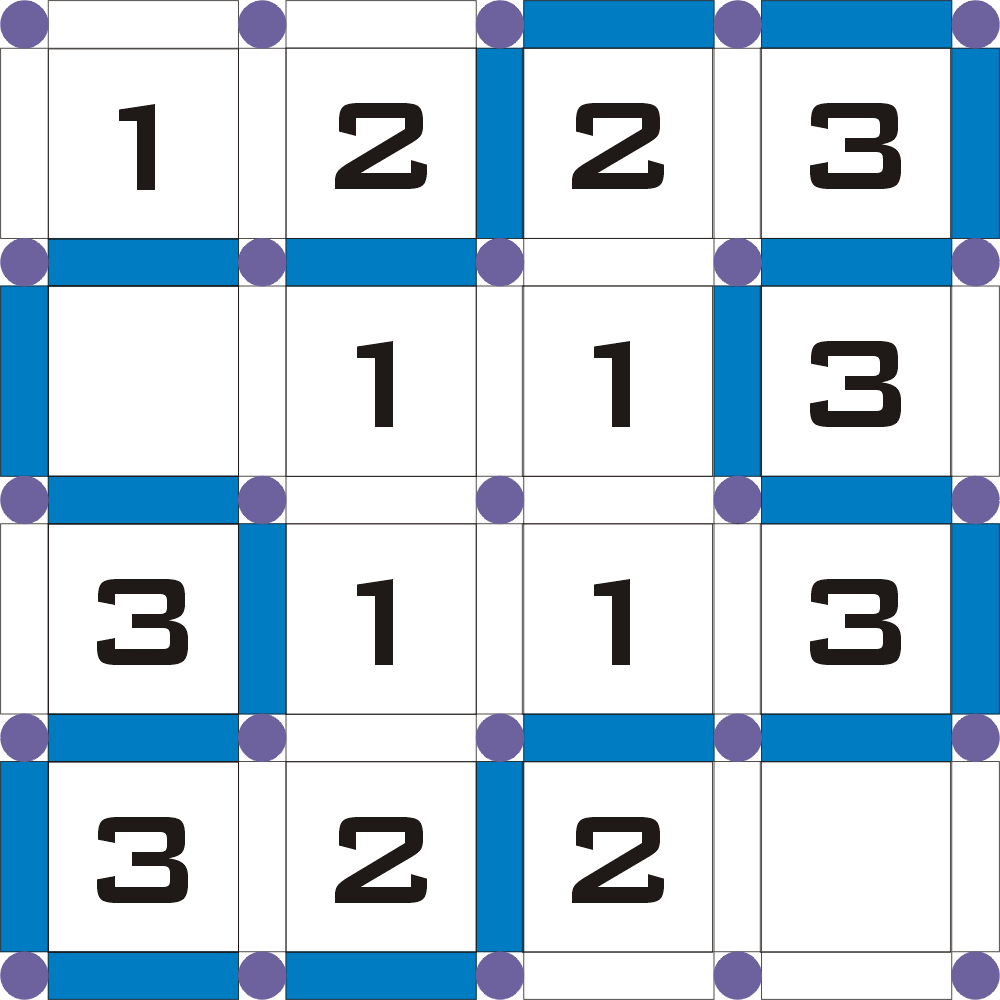
Oplossing van de voorbeeldpuzzel

Kamertje verhuren (ook bekend als Hekken, Takegaki, Ouroboros, Suriza of Rundweg) is een logische puzzel van de Japanse puzzeluitgever Nikoli. Het stond geregeld in het puzzelblad Breinbrekers. Kamertje verhuren wordt ook wel slitherlink (Engels) genoemd.
De puzzel bestaat uit een rooster van punten. Iedere ruimte tussen vier punten vormt een cel. Sommige cellen bevatten een nummer (0, 1, 2 of 3). Het is de bedoeling om sommige punten horizontaal of verticaal met elkaar te verbinden op zo'n manier dat:
- er één lijn ontstaat die één lus vormt,
- de lijn zichzelf nergens raakt of kruist, en
- voor alle cellen met een nummer geldt dat het aantal kanten van de cel dat door de lijn geraakt wordt gelijk is aan het nummer in de cel.